# Arab American Vehicles
Koordinaten: 30° 4′ 58,9″ N, 31° 24′ 47,9″ O

Arab American Vehicles (AAV) ist ein ägyptischer Automobilhersteller mit Firmensitz in Kairo. AAV ist ein Joint-Venture der Arab Organization for Industrialization (zu 51 % beteiligt) und der amerikanischen Chrysler LLC (49 %).

## Geschichte
Nach der Gründung 1977 begann das Unternehmen am 14. Dezember 1978 mit der Produktion militärischer Fahrzeuge. Diese Modelle der CJ-Reihe wurden an das Militär in Ägypten und anderen arabischen Staaten verkauft. Weitere Modelle waren Wagoneer, AM720, Wrangler und Cherokee. Montiert wurden außerdem Traktoren sowie  Modelle und Marken wie Ritmo, Polonez, Suzuki, Peugeot, Kia, Citroën, Hyundai und Komodo (Automotivr Gate). Seit 2008 wird der J8 hergestellt. Für zivile Kunden wird der Jeep Cherokee montiert.
Bis 2009 hatte das Unternehmen 40.655 Fahrzeuge der Marke Jeep sowie 39.737 Einheiten anderer Marken und Modelle produziert. Im Jahr 2008 beschäftigte das Unternehmen 680 Mitarbeiter, die bis zu 17.600 Fahrzeuge pro Jahr mit einem Anteil inländischer Bauteile von 45 bis 47 % herstellen.
Seit 2012 werden von AAV auch Toyota-Modelle hergestellt.